# Helmuth Scheel
Helmuth Scheel (* 19. Mai 1895 in Berlin; † 6. Juni 1967 in Mainz) war ein deutscher Turkologe und Orientalist. Er war Direktor der Preußischen Akademie der Wissenschaften in Berlin und später Mitbegründer und Generalsekretär der Mainzer Akademie der Wissenschaften und der Literatur. In einem Nachruf wird insbesondere seine Leistung als Förderer der wissenschaftlichen Arbeit anderer neben seiner eigenen wissenschaftlichen Tätigkeit hervorgehoben.

## Leben
Helmuth Scheel begann nach Beendigung seiner Schulausbildung eine Laufbahn im mittleren Verwaltungsdienst. Er lernte im Selbstunterricht Türkisch. Bei Ausbruch des Ersten Weltkriegs wurde er zum Kriegsdienst eingezogen und in Serbien und Wolhynien in der nordwestlichen Ukraine eingesetzt. Nach Ablegung der Dolmetscherprüfung für Türkisch am Orientalischen Seminar in Berlin 1916 wurde er zum Militärdienst ins Osmanische Reich geschickt. Nach kurzem Aufenthalt in Konstantinopel wurde er eingesetzt auf einer Feldwetterstation bei Sinope am Schwarzen Meer, wo er bis zum Ende des Krieges blieb.
Nach Kriegsende arbeitete er weiter im Justizdienst und holte neben seinem Beruf die Reifeprüfung nach. Er studierte danach orientalische Sprachen, Islamische Philologie, Geschichte und Musikwissenschaften in Berlin und Greifswald. Für das Auswärtige Amt machte er Reisen nach Paris, Istanbul und Nordafrika. 1921 bestand er die Prüfung zum Gerichtsschreiber, 1923 die Diplomprüfung für Türkisch am Seminar für Orientalische Sprachen in Berlin. Scheel wurde 1926 Hilfsarbeiter und 1932 Amtsrat im Reichsministerium für Wissenschaft, Erziehung und Volksbildung, wohin er durch seinen Lehrer, den Orientalisten und Kultusminister Carl Heinrich Becker berufen worden war.
Helmuth Scheel promovierte 1928 bei Erich Bräunlich in Greifswald, seine Dissertation trug den Titel „Die Schreiben der türkischen Sultane an die preußischen Könige in der Zeit von 1721 bis 1774 und die ersten preußischen Kapitulationen vom Jahre 1761“. Ab 1933 war Scheel als Dozent am Orientalischen Seminar in Berlin als Nachfolger seines 1932 verstorbenen Lehrers Johann Heinrich Mordtmann tätig. Von 1938 bis 1939 war er Lehrbeauftragter in Greifswald.
Nachdem er zunächst am 1. Oktober 1938 eine Stelle bei der Berliner Akademie als Bibliothekar und Archivar bekommen hatte, wurde er am 28. Oktober zum wissenschaftlichen Beamten und Archivar ernannt, 1938 vom Reichserziehungsminister Bernhard Rust zum Direktor der Akademie ernannt und am 24. Juni 1939 als Direktor bei der Akademie und Professor bestätigt. Als Direktor war er dem jeweiligen Präsidenten der Akademie unterstellt, in seinem Aufgabenbereich lagen insbesondere Interna der Akademie. Später war Scheel u. a. verantwortlich für die erfolgreiche Auslagerung der Bibliothek der Akademie zum Schutz vor Kriegsschäden. 1939 übernahm er die Geschäftsführung der Deutschen Morgenländischen Gesellschaft und gab von 1939 bis 1952 ihre Zeitschrift heraus. 1941 wurde er zum Honorarprofessor für Islamwissenschaften (Turkologie und Türkisches Urkundenwesen) an der Friedrich-Wilhelms-Universität Berlin ernannt.
Nach Kriegsende wurde er zunächst vom Plenum der Berliner Akademie am 12. Juli 1945 einstimmig als Direktor der Akademie bestätigt. Ein Gutachten von 1945 bescheinigte ihm, sich während der Kriegszeit gegenüber allen Mitarbeitern der Akademie korrekt verhalten zu haben, sogar bedrohten Wissenschaftlern Unterstützung geboten zu haben. Da Scheel aber offenbar 1937 unter der Mitgliedsnummer 5.377.122 Mitglied der NSDAP geworden war, was er selbst jedoch bestritt, wurde er am 7. Januar 1946 aufgrund eines Befehls der SMAD von seinem Amt als Direktor in der Akademie suspendiert, blieb jedoch Mitarbeiter. Zwar wurde er seit Anfang 1946 aufgrund seiner Kompetenz schrittweise rehabilitiert, jedoch im November 1946 von diesem Amt in der nunmehr als Deutsche Akademie der Wissenschaften zu Berlin neu eröffneten Akademie verdrängt, obwohl nicht formell entpflichtet: das Plenum der Akademie wählte als neuen Direktor Josef Naas, welcher beim Ausschuss für Wissenschaftsleitung des Magistrats gearbeitet hatte und Leiter der Kulturabteilung des ZK der SED gewesen war. Scheel nahm zu diesem Zeitpunkt einen Ruf an die wiedereröffnete Universität in Mainz an.
Scheel wurde als ordentlicher öffentlicher Professor Inhaber des Lehrstuhls für Islamische Philologie und Islamkunde und erster Direktor des Seminars für Orientkunde. Er leitete das Seminar bis zu seiner Emeritierung im Jahre 1963. Zu der Aufbauarbeit gehörte insbesondere die im Nachruf von Benzing besonders erwähnte Schaffung einer Seminarbibliothek mit 18.000 Bänden zur Orientalistik, für die Scheel zahlreiche Reisen zu Antiquariaten in aller Welt unternahm.
Helmuth Scheel war außerdem beteiligt an der am 9. Juli 1949 erfolgten Gründung der Akademie in Mainz, in der sich anfangs vor allem ehemalige Mitglieder der Preußischen Akademie der Wissenschaften zusammenfanden. Scheel wurde erster Generalsekretär dieser Akademie.
Scheel war Mitherausgeber der Philologiae Turcicae Fundamenta (Bände I und II), eines der Standardwerke der Turkologie und er war beteiligt an mehreren Bänden des Werks von Max Freiherr von Oppenheim zu Tell Halaf (1950, 1955).

## Mitgliedschaften
Helmut Scheel war Mitglied der Königlich Dänischen Akademie der Wissenschaften, Ehrendoktor der Universität Dijon, Secretaire general der Association Internationale des Orientalistes und Mitglied des Redaktionskomitees der Philologiae Turcicae Fundamenta.

## Schriften (Auswahl)
- Preussens Diplomatie in der Türkei 1721–1774, de Gruyter, Berlin 1931.
- Die Sendung des polnischen Gesandten von Stadnicki an die Pforte (1733–1737),  in: Mitteilungen des Seminars für Orientalische Sprachen zu Berlin. 35,2, S. 177–192, Berlin 1932.
- Hartmann, Richard und Helmuth Scheel (Hrsg.): Beiträge zur Arabistik, Semitistik und Islamwissenschaft, Harrassowitz Verlag, Leipzig 1944.
- Ewald Wagner: Bibliographie Helmuth Scheel, In: Zeitschrift der Deutschen Morgenländischen Gesellschaft, Bd. 118, 1968, S. 5–15.